# Александровский, Сергей Сергеевич
Сергей Сергеевич Александровский (1889, село Герюсы, Армения — 17 августа 1945 (по др. источникам 4 августа 1945)) — российский революционер-большевик, советский дипломат.

## Биография
Родился в семье юриста. Детство провёл в Томске. Учился в Томской мужской гимназии, из которой в 1907 году был исключён за участие в революционной деятельности. Член РСДРП с 1906 года. Был арестован в 1908 году, в 1909 году приговорён к полутора годам заключения в крепости, в конце 1910 освобождён. После непродолжительной партийной работы в Новониколаевске и Курске эмигрирует в Германию, где заканчивает торговую академию в Мангейме.
Участвует в эмигрантских социал-демократических организациях, сотрудничает с немецкими левыми социалистами. После начала Первой мировой войны интернирован. После Брестского мира освобождён.
28 августа 1918 женится на солистке Венской оперы Кларе Спиваковской.
Активно участвует в германской революции 1918 года, ведёт агитацию среди матросов Киля. В январе 1919 года принимает участие в восстании «Союза Спартака», за участие в обороне редакции газеты «Форвертс» на Линденштрассе, в числе других интернационалистов отряда Франческо Мизиано, заключён в тюрьму Моабит.
В январе 1920 года освобождён и назначен секретарём бюро по эвакуации русских военнопленных из Германии.
18 марта 1920 года был тяжело ранен агентом организации «Консул».
В июле 1920 года назначен секретарём миссии РСФСР по делам военнопленных в Вене.

#### Служба в НКИД
- В 1923—1924 годах — сотрудник центрального аппарата НКИД СССР.
- В 1924—1925 годах — заведующий Отделом стран Центральной Европы НКИД СССР.
- С 9 июля 1925 по 3 июня 1927 года — полномочный представитель СССР в Литве[2].
- С 6 июля 1927 по 16 мая 1929 года — полномочный представитель СССР в Финляндии[3].
- В 1929—1931 годах — уполномоченный НКИД СССР при СНК Украинской ССР.
- В 1931—1933 годах — советник полпредства СССР в Германии.
- С 4 июня 1933 по 9 июня 1934 года — дипломатический представитель СССР в Чехословакии[4].
- С 9 июня 1934 по 16 марта 1939 года — полномочный представитель СССР в Чехословакии.

В 1939—1941 годах — адвокат в Москве. Переводит на русский язык произведения К. Чапека, А. Йирасека.
В годы войны воевал в народном ополчении Москвы. Попал в плен, затем бежал. До октября 1943 года был помощником редактора газеты «Пламя» партизанской бригады имени Н. А. Щорса. Арестован 19 октября 1943 года. 4 августа 1945 года Особым совещанием при НКВД СССР приговорён к расстрелу по обвинению в шпионаже в пользу фашистской Германии. 17 августа 1945 года расстрелян. Реабилитирован 23 июня 1956 года определением Военной коллегии Верховного суда СССР.
Женой была оперная примадонна Клара Спиваковская, после расстрела мужа выслана в г. Енисейск как «жена врага народа». Сын, Александр (Зигфрид) Александровский (1927—1998), работал фельдшером, одновременно стал актёром Енисейского театра, позднее, в 1960-е гг., снялся в ряде кинофильмов, в основном на военную тематику, руководил немецкой редакцией Гостелерадио.
О жизни Александровского поставлен фильм «Прошедшее вернуть» (1988), где он сам выведен под фамилией Александрович, а его жена — под именем Клара Скамбичча.